# Cimetière militaire de la ferme de Bronfay
Le Cimetière militaire de la ferme de Bronfay ('Bronfay Farm Military Cemetery ) est un cimetière militaire de la Première Guerre mondiale, situé sur le territoire de la commune de Bray-sur-Somme, dans le département de la Somme, au nord-est d'Amiens.

## Localisation
Ce cimetière militaire est situé au nord du terroir de la commune, à environ 3,5 km du village près de la Ferme de Bronfay.

## Histoire

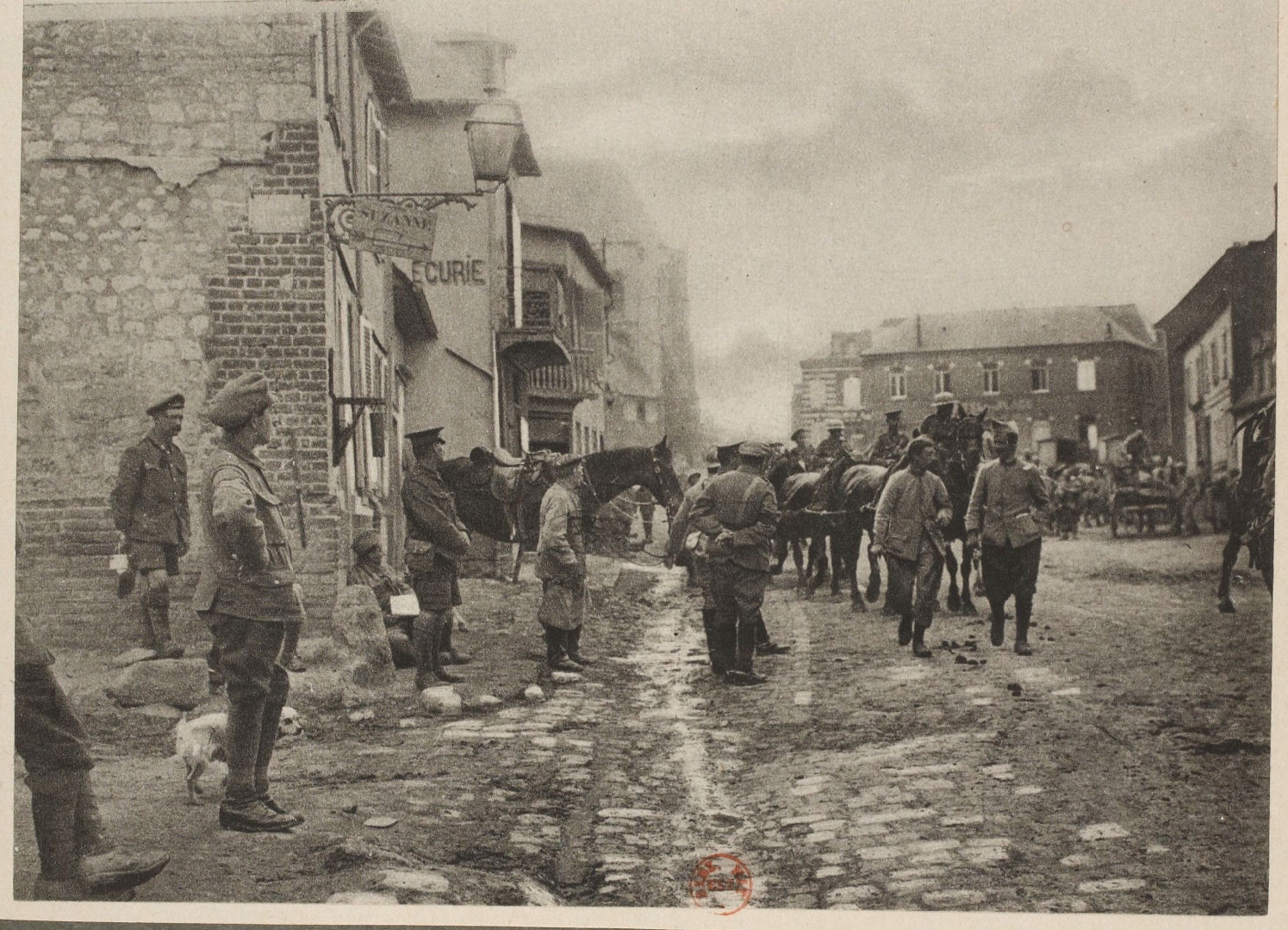
Des troupes anglaises dans Bray-sur-Somme en 1916.

Le cimetière a été commencé par les troupes françaises en octobre 1914, mais peu utilisé par elles. Il a été utilisé par les troupes du Commonwealth d'août 1915 à février 1917, en particulier lors de la bataille de la Somme, lorsque le poste de secours principal du XIV Corps se trouvait à la ferme. Au cours de la retraite et de l'avancée de 1918, d'autres inhumations ont été faites et après l'armistice, des tombes ont été apportées des champs entre Bronfay Farm et Bray.

## Caractéristique
Ce cimetière a un plan rectangulaire 25 m sur 35.

Il est entouré d'un muret de moellons sur tous ses côtés.

## Galerie

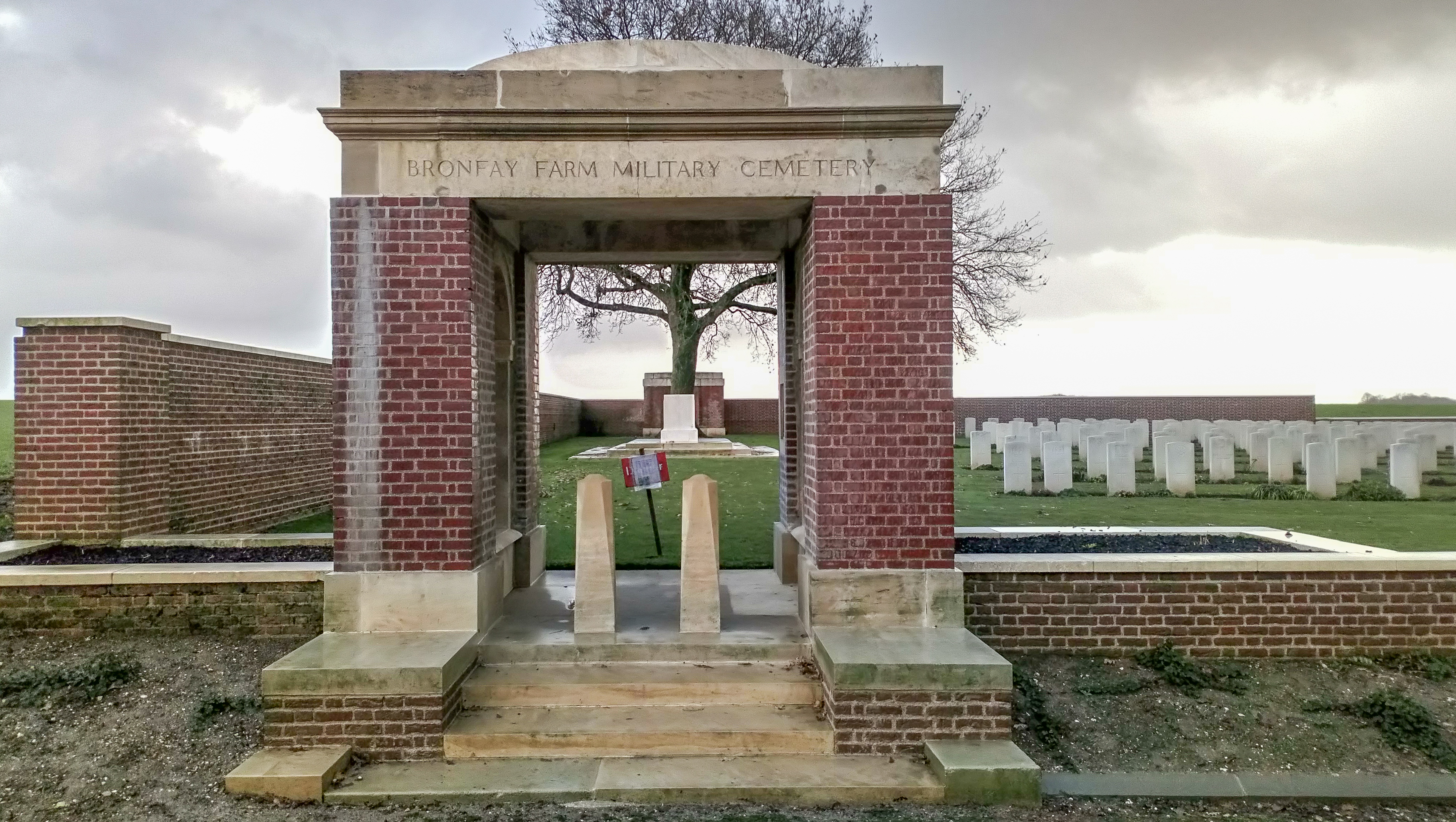
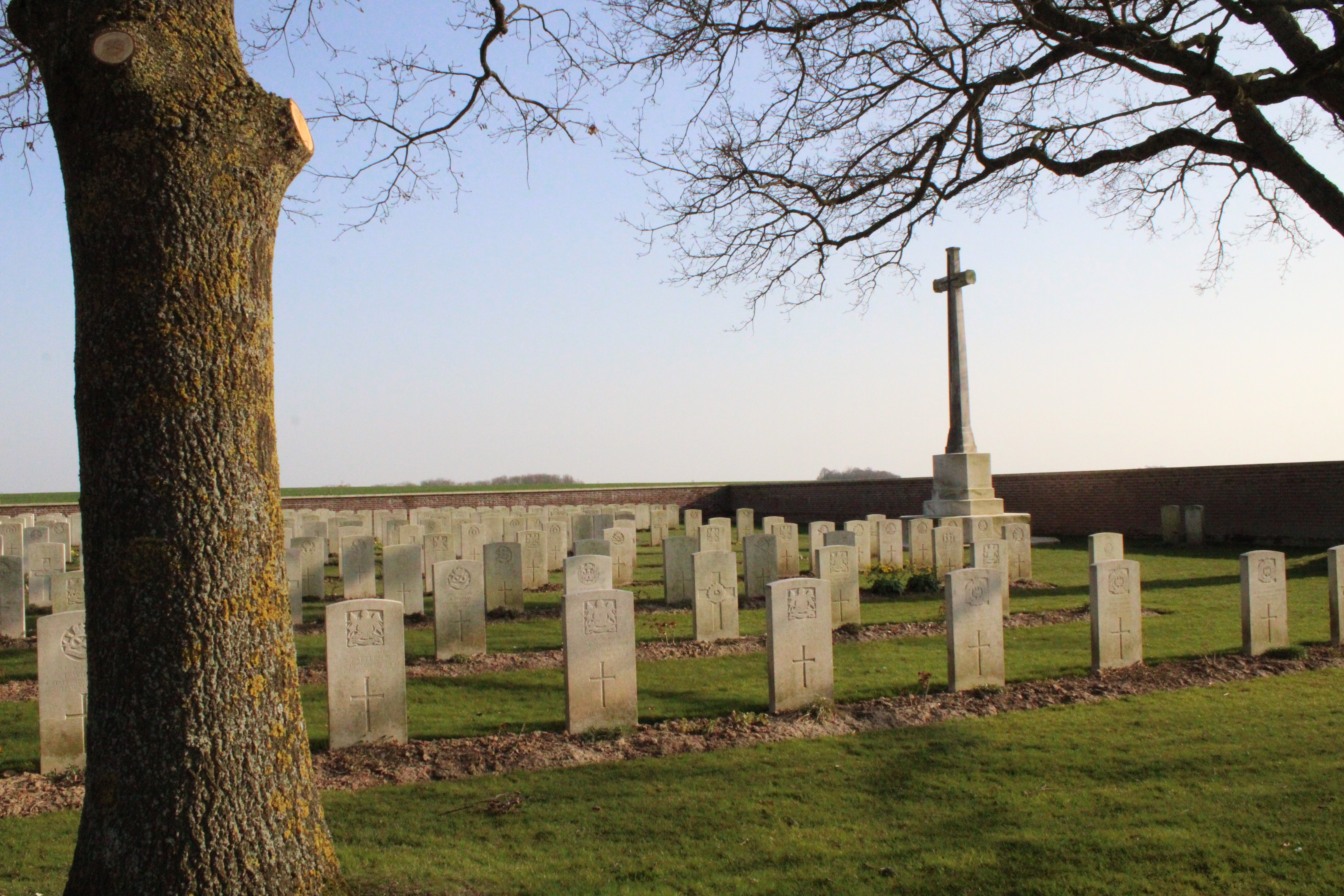
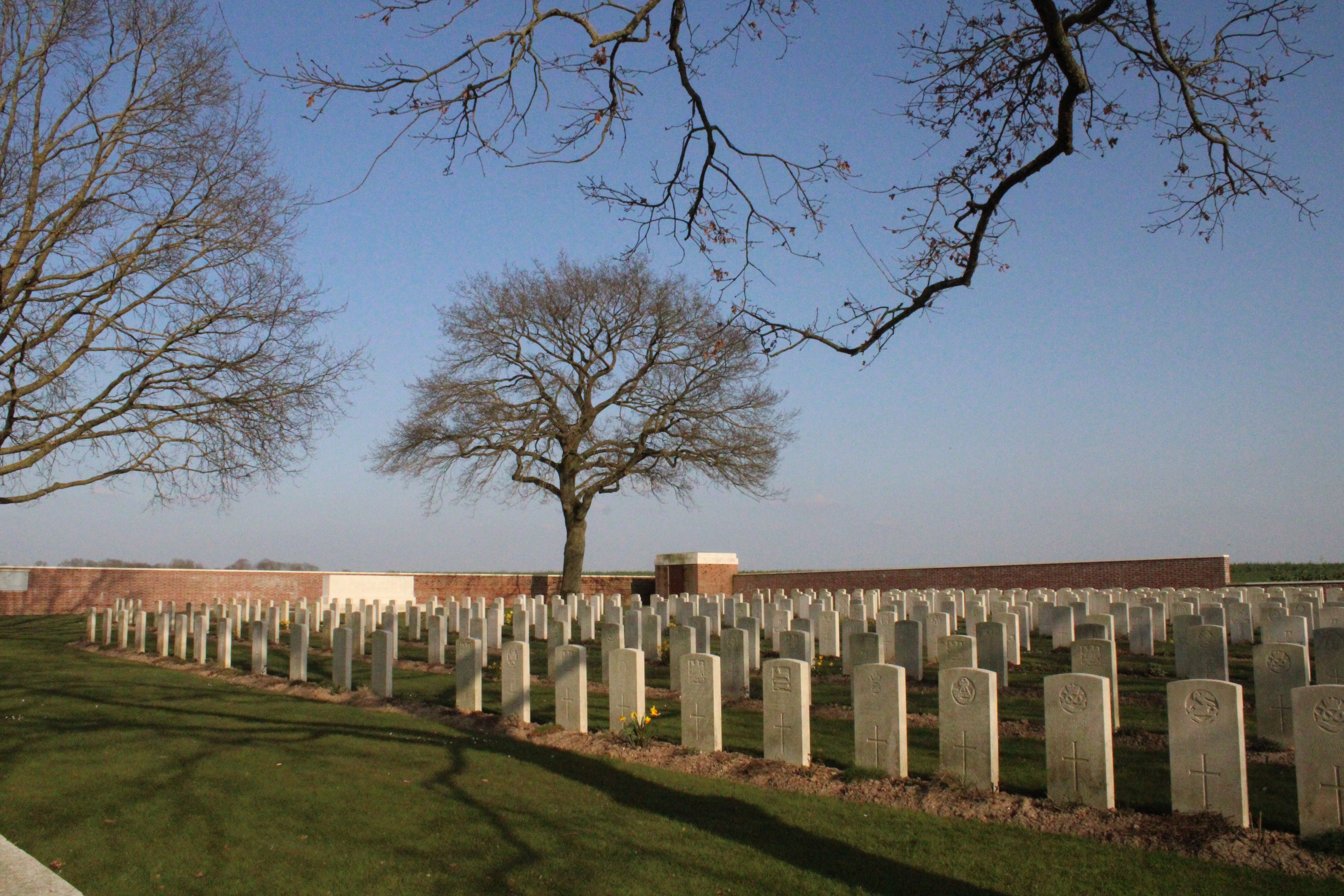
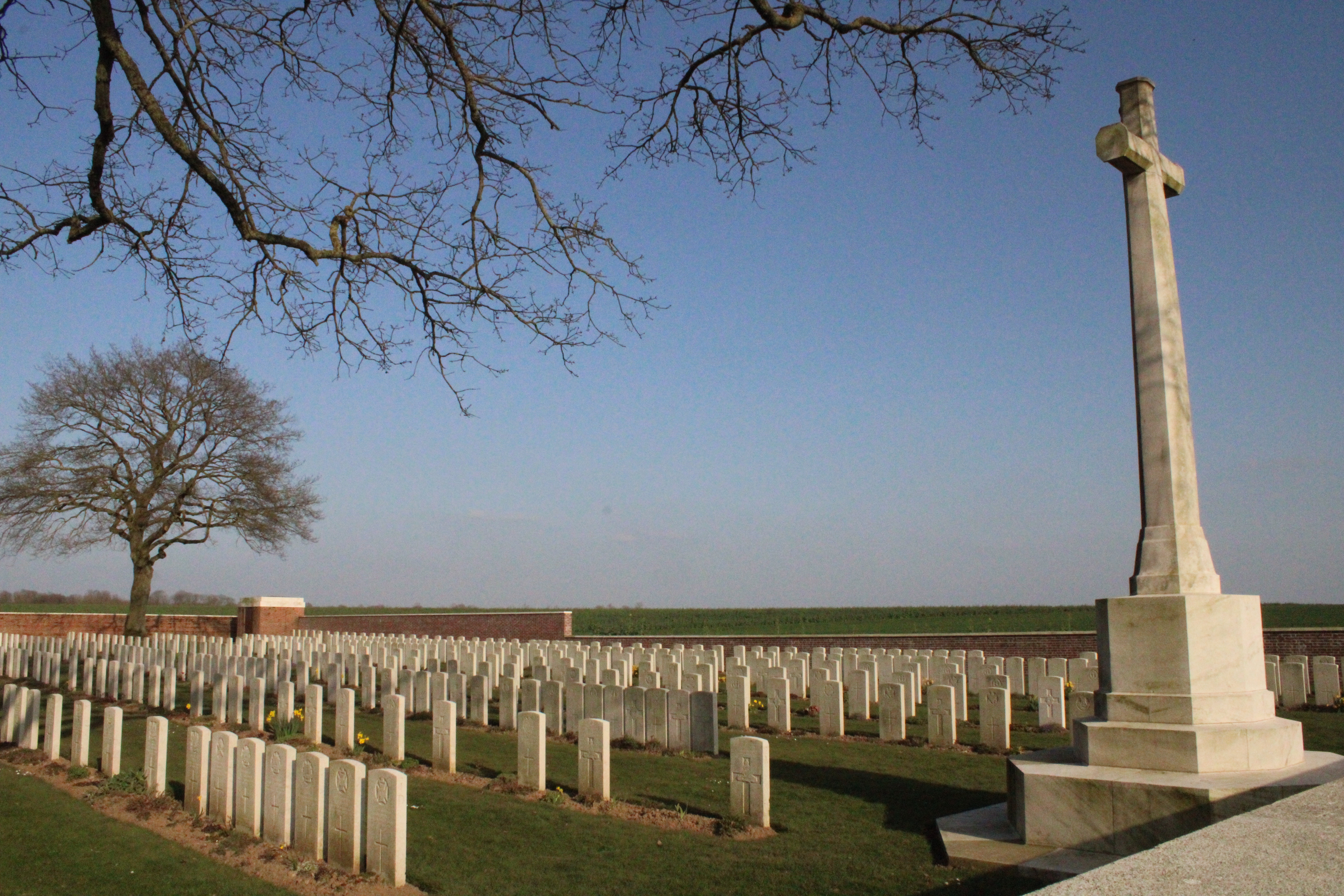
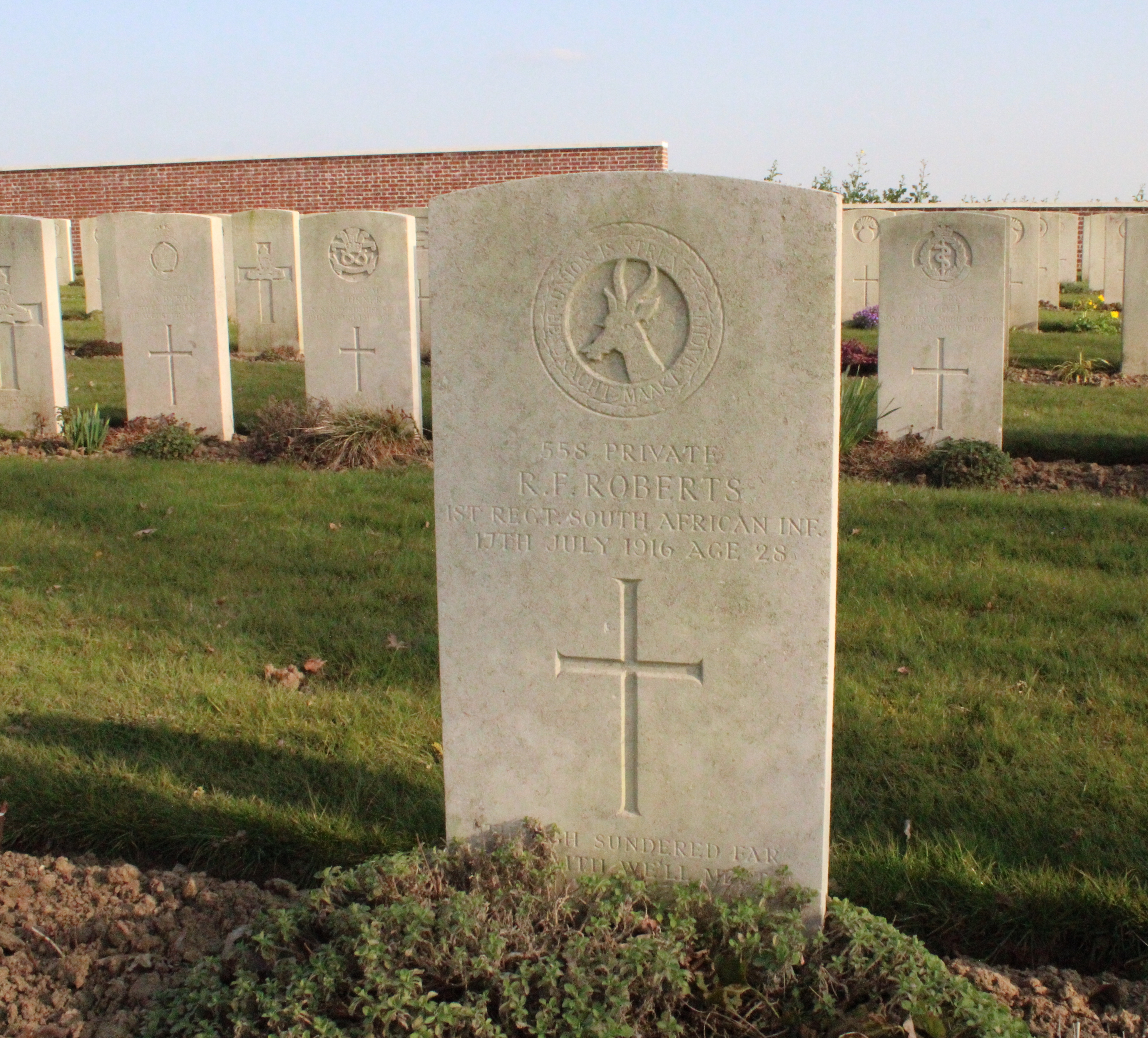
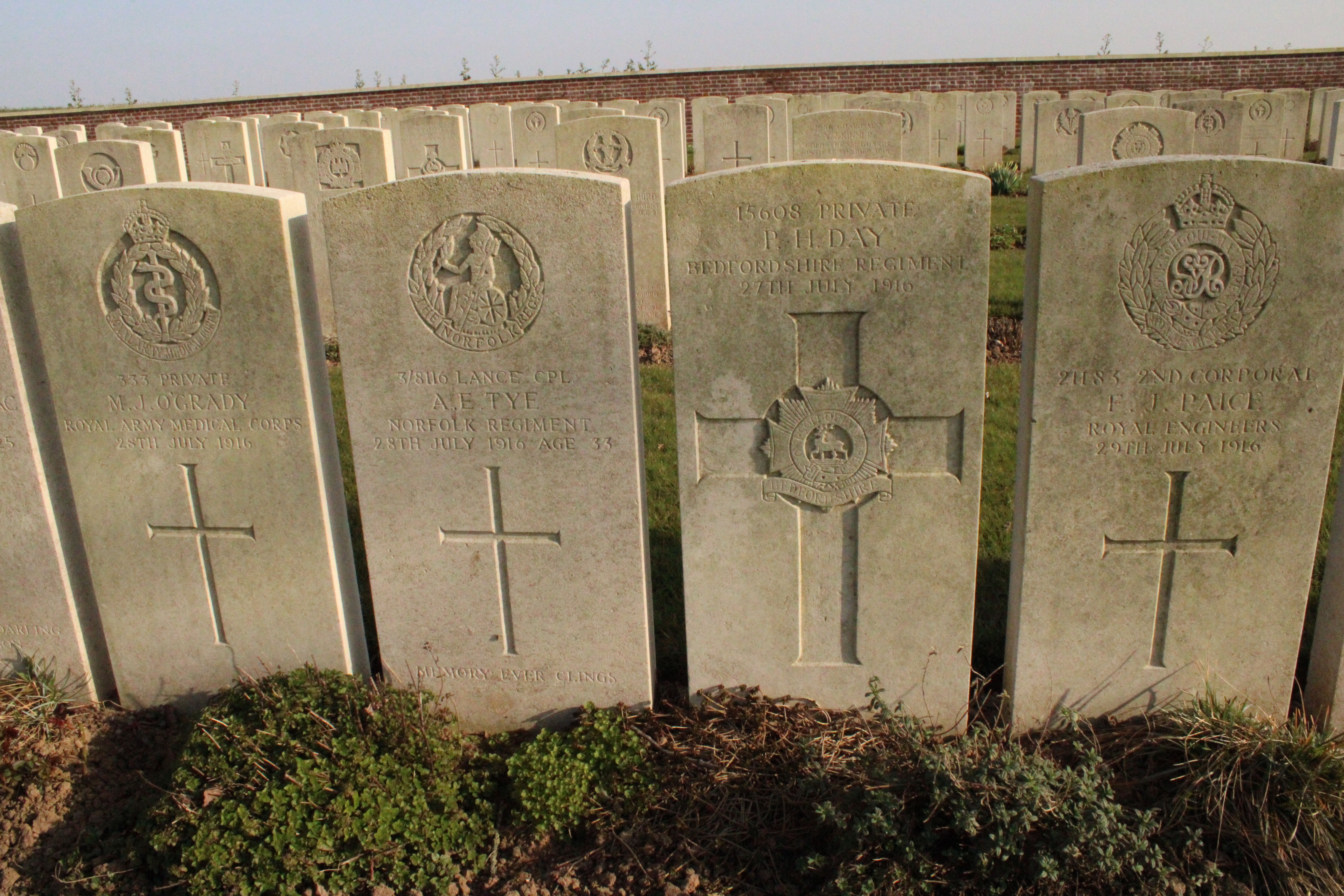

## Sépultures
| Pays               | Sépultures |
| ------------------ | ---------- |
| Royaume-Uni        | 520        |
| Australie          | 15         |
| Afrique du Sud     | 2          |
| Indes britanniques | 1          |
| Total              | 538        |